# 1972 w polityce

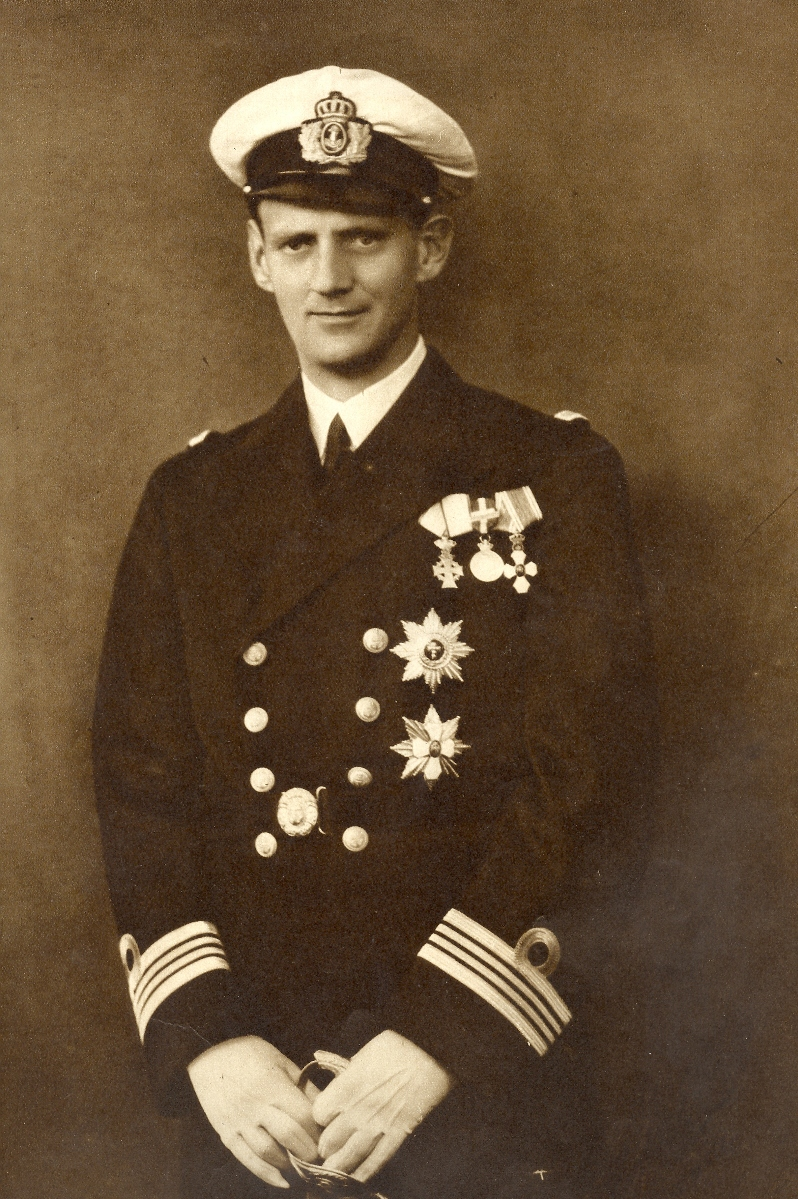
Fryderyk IX

Wydarzenia polityczne w 1972 roku.

## Styczeń
- 13 stycznia – w Ghanie grupa wojskowych przeprowadziła zamach stanu. Władzę objął Ignatius Kutu Acheampong[1].
- 14 stycznia – zmarł Fryderyk IX, król Danii[2].
- 30 stycznia – krwawa niedziela: w Londonderry odbyła się wielka manifestacja katolików pod hasłem wyzwolenia Irlandii Północnej spod panowania brytyjskiego. W wyniku brutalnej interwencji wojska zginęło 13 manifestantów[1].

## Luty
- 20 lutego – zmarł Stanisław Mróz, poseł[3].

## Kwiecień
- 9 kwietnia – zmarł James Francis Byrnes, sekretarz stanu USA[4].

## Maj
- 8 maja:
  - prezydent Stanów Zjednoczonych Richard Nixon wydał rozkaz zaminowania portów północnowietnamskich i podjął decyzję o zwiększeniu nalotów w ramach operacji Linebacker II[1];
  - palestyńska organizacja Czarny Wrzesień porwała samolot pasażerski Boeing 707, należący do linii lotniczych Sabena. Terroryści zmusili pilota do wylądowania na lotnisku Lod pod Tel Awiwem-Jafą[1].
- 11 maja – we Frankfurtem nad Menem dwie organizacje terrorystyczne – Ruch 2 Czerwca oraz Komando Patera Schlema – przeprowadziły kilka zamachów bombowych na Kwaterę Główną 5. Korpusu Armii USA w Niemczech. W zamachach zginął amerykański pułkownik Paul Bloomquist, a 13 żołnierzy odniosło rany. Ataki miały być odwetem za amerykańskie bombardowanie Wietnamu Północnego[1].
- 16 maja – urodził się Andrzej Duda, prezydent Polski urzędujący od 2015 roku[5].
- 26 maja – Richard Nixon i Leonid Breżniew podpisali porozumienie o ograniczeniu zbrojeń rakietowych i antybalistycznych systemów rakietowych. Podpisane w Moskwie porozumienie zakończyło pierwszy etap rozmów w sprawie ograniczenia zbrojeń strategicznych (SALT I)[1].
- 31 maja–1 czerwca – oficjalna wizyta prezydenta USA Richarda Nixona w Warszawie[6].

## Czerwiec
- 17 czerwca – afera Watergate: amerykańska policja aresztowała pięć osób, które oskarżono o włamanie do siedziby komitetu Partii Demokratycznej w biurowcu Watergate w Waszyngtonie[1].

## Listopad
- 7 listopada – Richard Nixon wygrał wybory prezydenckie[1].

## Grudzień
- 26 grudnia – zmarł Robert Hayes Gore, amerykański polityk, gubernator Portoryko[7].